# 第21回ニューヨーク映画批評家協会賞
第21回ニューヨーク映画批評家協会賞は、1955年の優秀な映画に贈られた賞である。

## 受賞
- 作品賞：
  - 『マーティ』

- 主演男優賞：
  - アーネスト・ボーグナイン - 『マーティ』

- 主演女優賞：
  - アンナ・マニャーニ - 『バラの刺青』

- 監督賞：
  - デヴィッド・リーン - 『旅情』

- 外国語映画賞：
  - 『ウンベルト・D』（ イタリア）
  - 『悪魔のような女』（ フランス）